# Mehmet Ağa-Oğlu

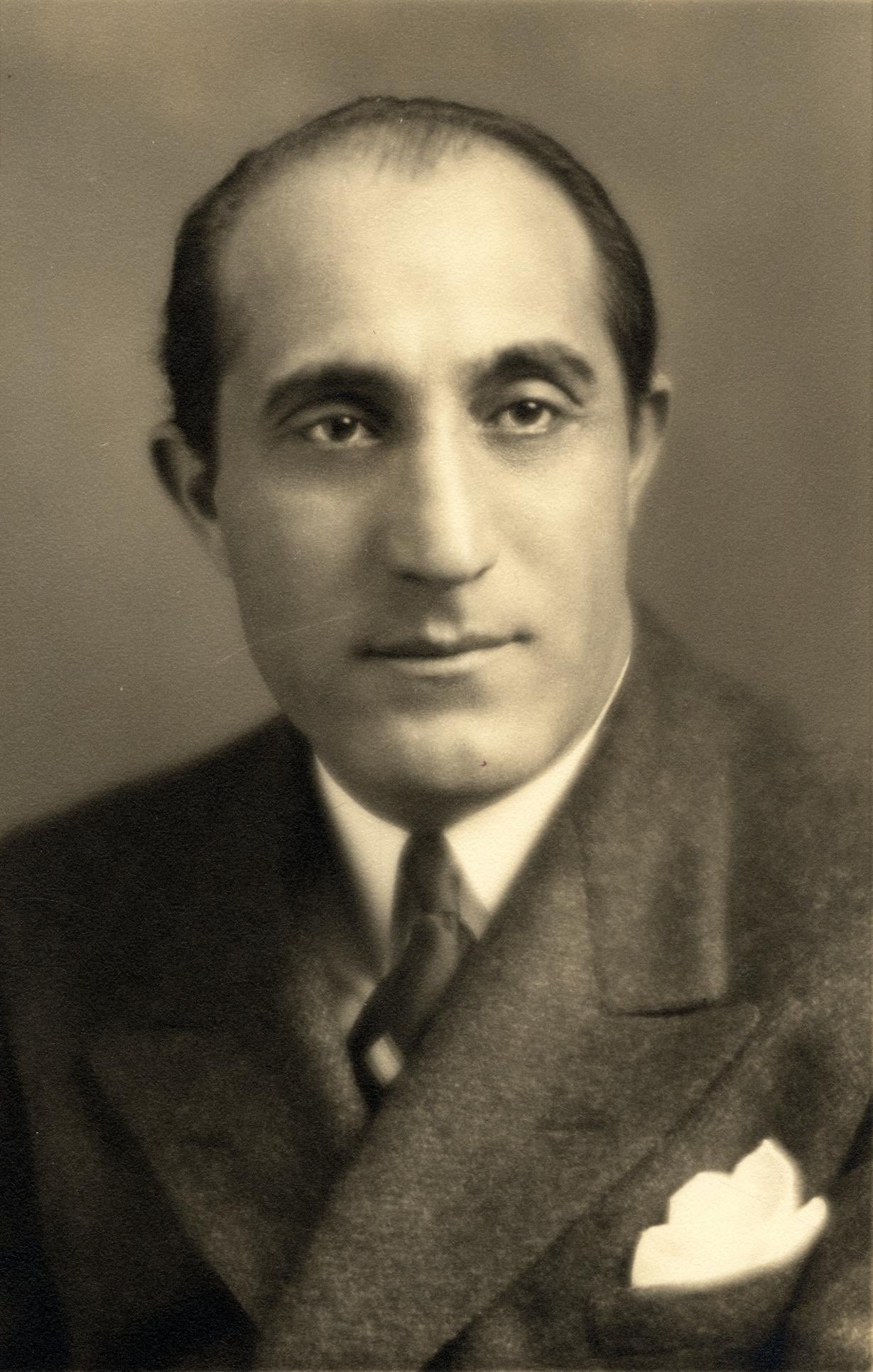
Mehmet Ağa-Oğlu

Mehmet Ağa-Oğlu, geschrieben auch Mehmet Aga-Oglu (* 24. August 1896 in Jerewan, Gouvernement Eriwan, Russisches Kaiserreich, heute Armenien; † 4. Juli 1949) war ein türkischer Kunsthistoriker, dessen Spezialgebiet die Geschichte der islamischen Kunst war.

## Leben
Mehmet Ağa-Oğlu war der Sohn türkischer Eltern und besuchte das Gymnasium in seiner damals russischen, heute armenischen Heimatstadt Jerewan (Eriwan). Ab 1912 studierte er islamische Geschichte, Philosophie und Sprachen an der Universität Moskau, wo er 1916 promoviert wurde. In dieser Zeit entstand sein Interesse für islamische Kunst, das er in den nächsten Jahren bei ausgedehnten Reisen vertiefte. 1921 nahm er seine Studien an der Universität Istanbul wieder auf, wo er Halil Edhem Eldem, Generaldirektor der Istanbuler Museen, kennenlernte. Mit dessen Rat entschloss er sich, die nächsten Jahre in Europa zu studieren. Ab 1922 studierte er zunächst an der Universität Berlin bei Ernst Herzfeld und Carl Heinrich Becker, dann an der Universität Jena, ab 1924 an der Universität Wien bei Josef Strzygowski und Heinrich Glück. 1926 wurde er in Wien promoviert. Nach seiner Rückkehr nach Istanbul 1927 wurde er zunächst Kurator des Çinili Köşk, dann Leiter des Museums für türkische und islamische Kunst. Daneben lehrte er als müderris muavini (Dozent) im Fach Islamische Kunstgeschichte an der Universität Istanbul.
1929 ging er an das Detroit Institute of Arts, um dort die Abteilung für nahöstliche Kunst aufzubauen, 1933 wurde er daneben Professor für Islamische Kunstgeschichte an der University of Michigan, der erste Professor für Islamische Kunstgeschichte in den USA überhaupt. 1934 begründete er die Zeitschrift Ars islamica, die erste Zeitschrift, die sich ausschließlich mit islamischer Kunst beschäftigte. 1938 beendete er seine Tätigkeit an der Universität und am Museum. 1940 bis 1947 arbeitete er an einem Corpus of Islamic Metalwork, das jedoch unfertig und ungedruckt blieb. 1946/47 war er als Berater für das Textile Museum in Washington, D.C. tätig.

## Veröffentlichungen (Auswahl)
- Die alte und neue Mohammedje-Moschee und ihre Stellung in der Entwicklung des türkischen Raumbaues mit einem kritischen Anhang über das Leben und die Werke Sinans. Dissertation Wien 1926. 
  - Daraus: Herkunft und Tod Sinans. In: Orientalistische Literaturzeitung. Band 29, 1926, S. 858–865; Die Gestalt der alten Mohammedije in Konstantinopel und ihr Baumeister. In: Belvedere. Band 46, 1926, S. 83–94; The Fatih Mosque at Constantinople. In: Art Bulletin. Band 12, 1930, S. 179–195.
- Ayrıca İslâm Sanat Tarihi. Istanbul 1928.
- Persian bookbindings of fifteenth century. University of Michigan Press, Ann Arbor 1935.
- Safavid rugs and textiles. The collection of the shrine of Imâm 'Ali at Najaf. Columbia University Press, New York 1941.
- Remarks on the Character of Islamic Art. In: Art Bulletin. Band 36, 1954, S. 175–202.